# Zawóz
Zawóz – wieś w Polsce położona w województwie podkarpackim, w powiecie leskim, w gminie Solina. W latach 1975–1998 miejscowość administracyjnie należała do województwa krośnieńskiego.

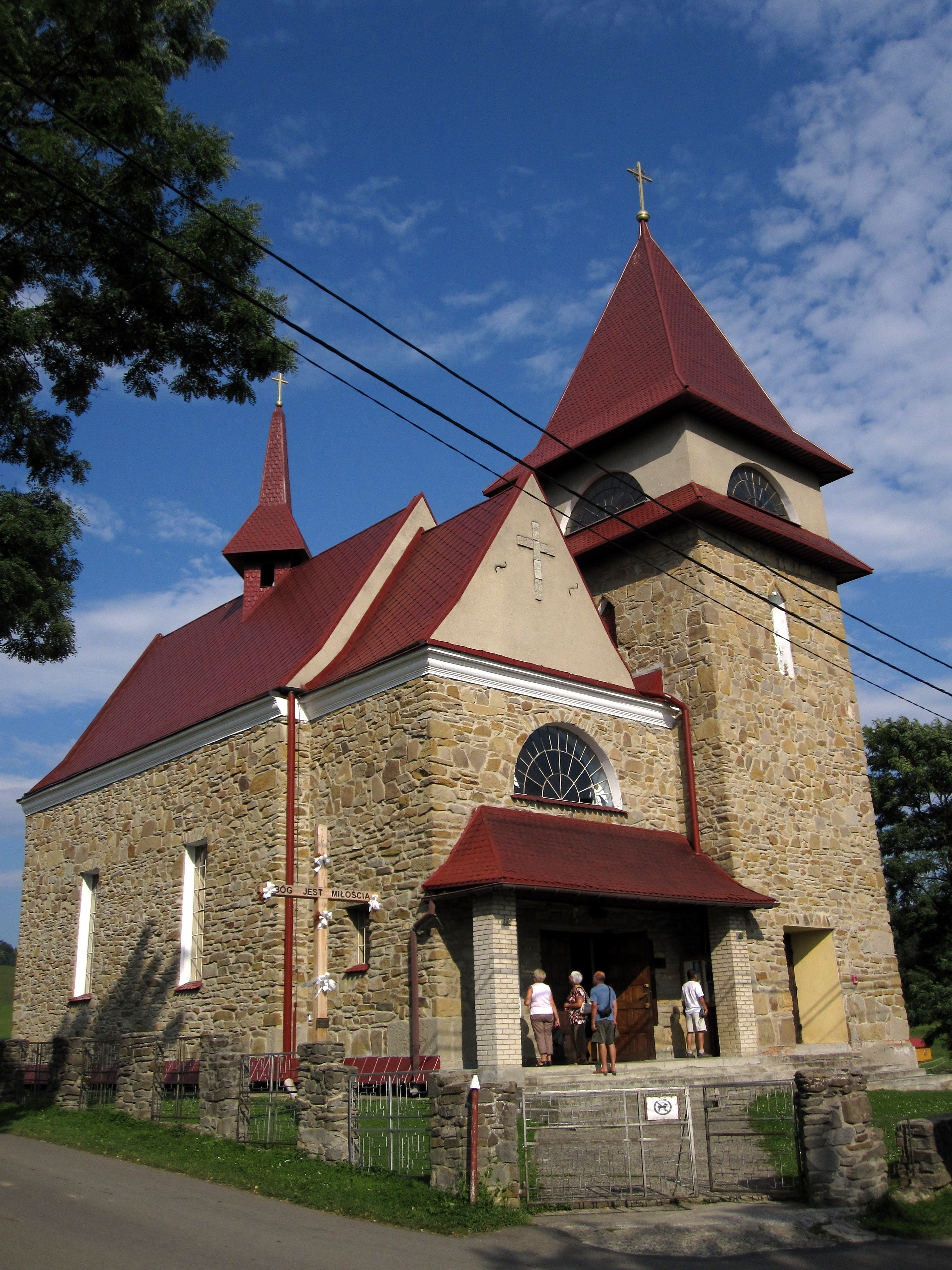
Kościół rzymskokatolicki pw. NMP Matki Kościoła

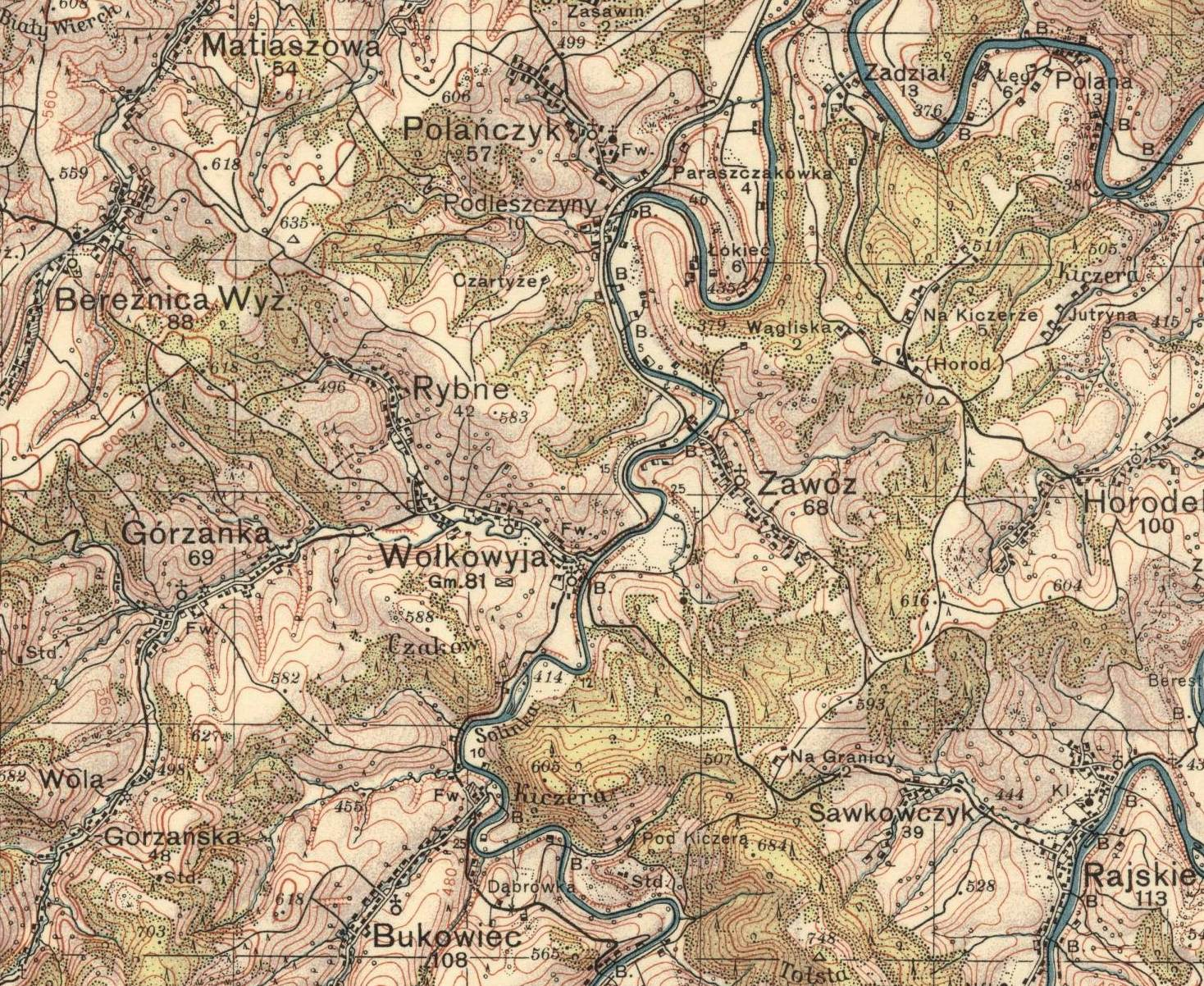
Zawóz na mapie z 1937

Wieś leży po południowo-zachodniej stronie zalewu Solina. Niewielka miejscowość z wypożyczalnią sprzętu wodnego, możliwość wynajęcia domków letniskowych, na miejscu ośrodek wypoczynkowy. Dostanie się do Zawozu możliwe autobusem PKS lub samochodem.

## Historia
Wieś, leżącą dawniej w dolinie Solinki i nad spływającym do niej potokiem Olchowiec, założyli Balowie ok. 1498. Zamieszkiwali w niej Rusini, Polacy oraz kilka rodzin żydowskich. Przed wojną liczyła ok. 500 mieszkańców. Była to w części ludność ukraińska wysiedlona po wojnie. Wody jeziora zalały całą dolną część dawnej wsi. Dziś dominuje tu nowa zabudowa.
W połowie XIX wieku właścicielką posiadłości tabularnej Zawóz była Rozalia Giebułtowska.
W II Rzeczypospolitej wieś w powiecie leskim województwa lwowskiego. W latach 1942–1946 nacjonaliści ukraińscy z OUN-UPA zamordowali tutaj 5 Polaków i 4 Żydów. W 1946 po wysiedleniu Ukraińców do ZSRR spalili pozostawione przez nich gospodarstwa.